# Chodiejkowo
Chodiejkowo (ros. Ходейково) – wieś (ros. село, trb. sieło) w zachodniej Rosji, w sielsowiecie markowskim rejonu głuszkowskiego w obwodzie kurskim.

## Geografia
Miejscowość położona jest 3 km od centrum administracyjnego sielsowietu markowskiego (Dronowka), 27 km od centrum administracyjnego rejonu (Głuszkowo), 138 km od Kurska.

## Demografia
W 2010 r. miejscowość zamieszkiwały 43 osoby.